# Jean Manescau
Jean André Manescau est un homme politique français né le 30 novembre 1791 à Pau (Pyrénées-Atlantiques) et décédé le 15 mars 1875 à Pau.

## Biographie
Avocat et propriétaire terrien, il est député des Basses-Pyrénées de 1849 à 1851, siégeant à droite.